# Spruce-pine-fir

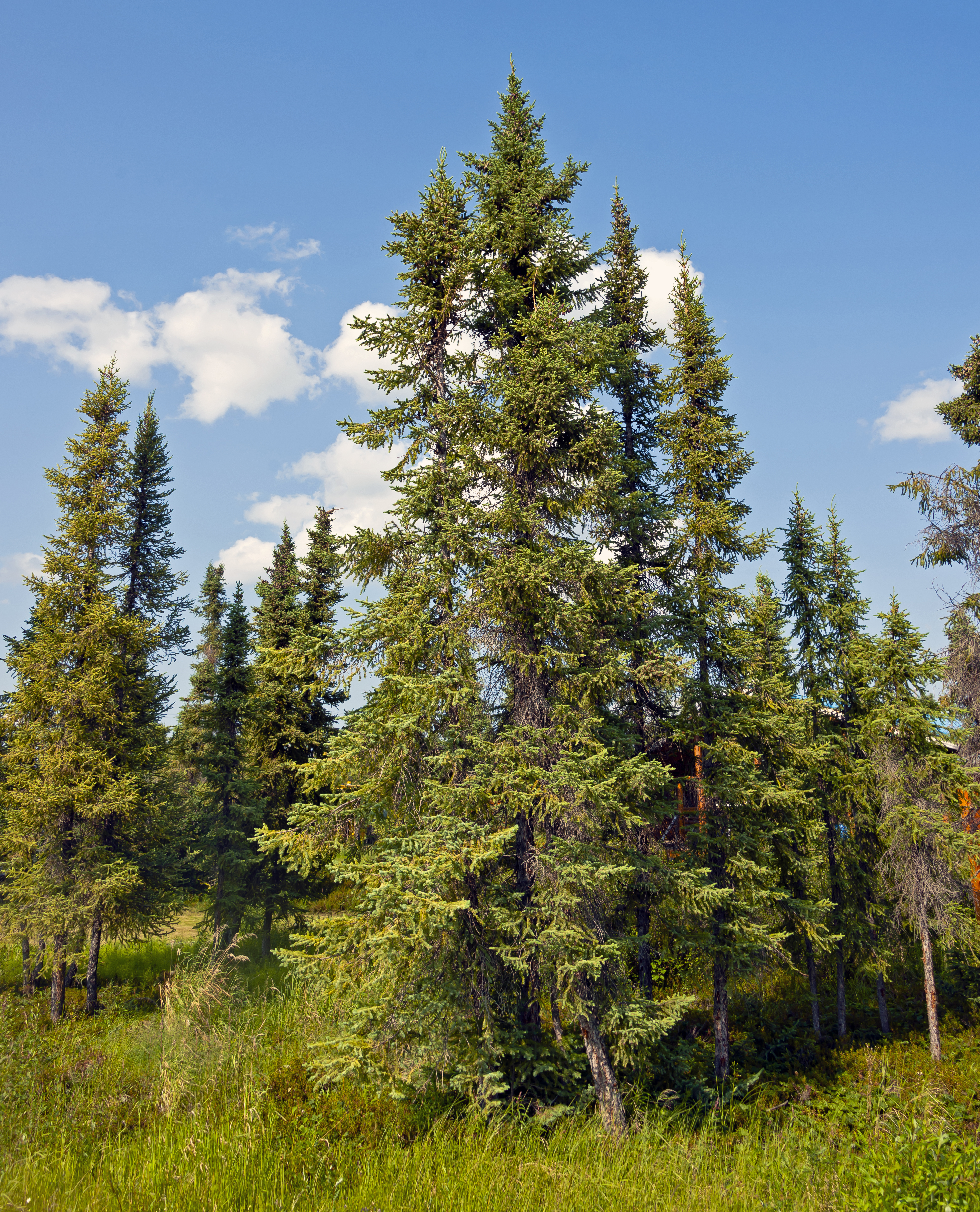
Black spruce

Dans l'industrie du bois, Spruce-pine-fir (ou SPF, littéralement en français « Épinette-pin-sapin ») est une catégorie de bois d’œuvre et bois tendres canadiens, de caractéristiques similaires, qui ont été regroupés pour la production et le commerce.
Principalement utilisés dans des sciages dimensionnés, pour la construction de maisons et de panneaux (comme le contreplaqué et les panneaux de particules orientées), les espèces SPF ont une résistance modérée, se travaillent facilement, supportent bien la peinture, et se clouent bien. Ils sont de couleur  blanche ou jaune pâle. Il y a deux sortes de bois SPF :
- Eastern Canada (Saskatchewan et Est du Canada), comprenant les bois issus de l'épinette rouge, l'épinette noire, le pin gris et le sapin baumier ;
- Western Canada (Colombie britannique et Alberta), comprenant des bois issus de l'épinette blanche, l'épinette d'Engelmann, le pin tordu et le sapin subalpin.

L'intérieur des forêts de pins tordus de Colombie-Britannique souffre couramment d'une infestation massive de Dendroctonus ponderosae.[non pertinent]
Western SPF est l'espèce livrable primaire du contrat bois du Chicago Mercantile Exchange.[C'est-à-dire ?]